# Patrick Dankwa Anin
Patrick Dankwa Anin (* 27. Juli 1928; † 24. Oktober 1999) war einer der führenden ghanaischen Politiker. Er wurde in der zweiten Republik im Jahr 1969 zweimal Außenminister Ghanas.

## Leben und Wirken
Anin war Anfang des Jahres 1969 Nachfolger von John Willie Kofi Harlley während der Staatsführung durch das National Liberation Council (NLC) wurde in der Umbruchphase der Presidential Commission unter dem Vorsitz von Akwasi Amankwaa Afrifa Anin Außenminister Ghanas. Ihm folgte bereits nach wenigen Monaten Victor Owusu im Amt des Außenministers nach. Nach den Wahlen im August 1969 wurde Anin erneut, diesmal unter Premierminister Kofi Abrefa Busia für eine zweite kurze Amtszeit Außenminister und wiederum durch Victor Owusu im Amt abgelöst.
Dieser Wechsel der Amtsinhaber ist unter anderem mit der politischen Umbruchphase des Jahres 1969 zu erklären. Im Oktober des Jahres 1969 wurde aus dem NCL die Präsidentialkommission (Presidential Commission) unter dem Vorsitz von zunächst Akwasi Amankwaa Afrifa und dann ab 1970 von Nii Amaa Ollennu gebildet. Ferner wurden am 29. August 1969 Parlamentswahlen abgehalten, aus denen der spätere Premierminister Kofi Abrefa Busia als Sieger hervorging.